# Hermanas de la Caridad de Estrasburgo
La Congregación de Hermanas de la Caridad de Estrasburgo (oficialmente en latín: Congregatio Sororum Caritatis Argentinensis) es un congregación religiosa católica femenina, de vida apostólica y de derecho pontificio, fundada en 1734 por el cardenal francés Armand Gaston Maximilien de Rohan, en Saverne. A las religiosas de este instituto se les conoce como Hermanas de la Caridad de Estrasburgo y posponen a sus nombres las siglas S.C.

## Historia

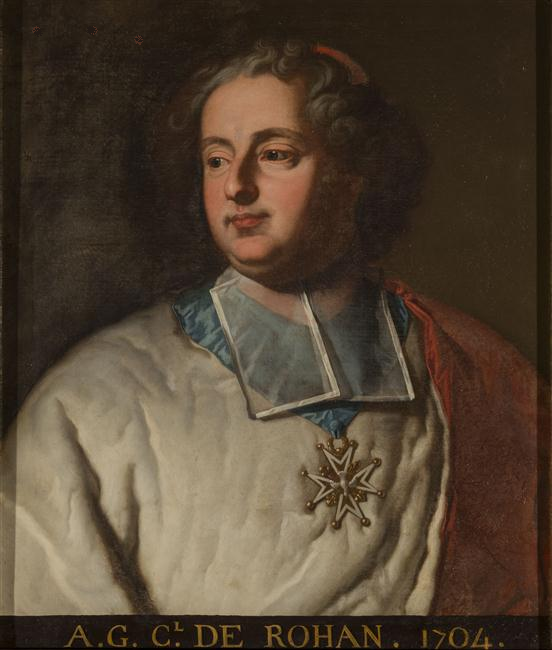
El cardenal Armand Gaston Maximilien de Rohan (1674-1749) es el fundador del instituto.

La congregación fue fundada en Saverne, Francia, el 21 de junio de 1734, por el cardenal Armand Gaston Maximilien de Rohan de la arzobispo de Estrasburgo, para la asistencia de los enfermos y ancianos en los hospitales y auspicios diocesanos. Las primeras religiosas se formaron con las Hermanas Hospitalarias de San Pablo de Chartres. A causa de la Revolución francesa las hermanas se vieron obligadas a trasladar la casa general a Estrasburgo.
El instituto obtuvo la aprobación como congregación religiosa de derecho diocesano el 21 de junio de 1734, de parte del mismo fundador. Fue reconocida civilmente por el rey Carlos X de Francia en 1828. El papa Pío IX elevó el instituto a congregación religiosa de derecho pontificio, mediante decretum laudis del 5 de agosto de 1870.
Algunas casas fundadas por las hermanas de Estrasburgo se independizaron con el correr de los años, formando sus propias congregaciones autónomas, dando origen a las Hermanas de la Caridad de Zams, de Múnich, de Parderborn, de Fulda, de Untermarchtal, de Friburgo y de Heppenheim. De estas comunidades independientes se derivaron otras congregaciones, a saber: las Hermanas de la Caridad de Augsburgo, de Viena, de Zagreb, de Innsbruck y de Hildesheim. Desde el 2005, todas estas congregaciones, sin perder su autonomía, forman parte de la Federación de Hermanas Vicencianas de Estrasburgo.

## Organización
La Congregación de Hermanas de la Caridad de Estrasburgo es un instituto religioso de derecho pontificio y centralizado, cuyo gobierno es ejercido por una superiora general. La sede central se encuentra en Estrasburgo (Francia).
Las hermanas de la caridad de Estrasburgo se dedican a la educación cristiana de los jóvenes y niños y a la atención de los ancianos y enfermos. En 2017, el instituto contaba con 93 religiosas y 15 comunidades, presentes en Francia.